# Plantago firma
Plantago firma är en grobladsväxtart som beskrevs av Gustav Kunze och Wilhelm Gerhard Walpers. Plantago firma ingår i släktet kämpar, och familjen grobladsväxter. Inga underarter finns listade i Catalogue of Life.